# 가경중학교
가경중학교(佳景中學校)는 대한민국 충청북도 청주시 흥덕구 복대동에 있는 공립 중학교이다.

## 학교 연혁
- 1991년 5월 3일 : 가경중학교 설립 인가
- 1992년 3월 1일 : 학급 인가(31학급)
- 1992년 3월 1일 : 초대 노재헌 교장 부임
- 1992년 3월 5일 : 제1회 입학식(개교)
- 2006년 3월 1일 : 학급 인가(38학급)
- 2007년 12월 10일 : 강당(장구봉관) 준공(1086m2)
- 2008년 8월 23일 : 급식소 현대화 사업
- 2013년 2월 5일 : 영어, 수학 교과교실 및 미디어실 준공
- 2024년 1월 9일 : 제30회 졸업식(128명, 총 10,925명)
- 2024년 3월 4일 : 2024학년도 신입생 입학(163명)
- 2024년 9월 1일 : 제17대 한상현 교장 부임

- 2025년 3월 4일: 2025학년도 신입생 입학 (159명)

## 참고 자료
- 가경중학교 - 한국교육학술정보원 학교알리미